# パルド
パルド（Paldo、팔도、八道）は、韓国の食品加工会社である。2012年に韓国ヤクルトから分社化。

## 概要
1983年に韓国ヤクルトがインスタントラーメンのブランドであるパルド（八道）を立ち上げ、2012年1月より、株式会社パルドとして分社化。
現在では、パルド（八道）ビビン麺やラポッキ、ココ麺（コッコ麺）などのインスタントラーメンやポロロジュースなど、飲料の製造を行なっている。また、ロシアでインスタントラーメン「ドシラク」の製造も行なっている。

## 主な商品

### インスタントラーメン・カップラーメン
- パルド（八道）ビビン麺
- パルド（八道）チョルビビン麺
- ラポッキ
- ココ麺（コッコ麺）
- 男子ラーメン
- トゥムセラーメン
- 一品海鮮ラーメン
- ワントゥッコン
- ワンチャンポン
- 火ラーメン
- ドシラク（英語版）

### 飲料
- ポロロジュース